# Вишњево (Гацко)
Вишњево је насељено мјесто у општини Гацко, Република Српска, БиХ. Према попису становништва из 1991. у насељу је живјело 24 становника.

## Становништво
| Демографија | Демографија | Демографија |
| Година      | Становника  | Становника  |
| ----------- | ----------- | ----------- |
| 1961.       | 52          |             |
| 1971.       | 58          |             |
| 1981.       | 40          |             |
| 1991.       | 24          |             |

## Знамените личности
- Велимир Вељко Т. Вишњевац (Вишњево 20. август 1900 — Павлић код Гацког, 9. јуни 1941), српски трговац и народни посланик